# أولي واتكينز
أوليفر جورج آرثر واتكينز (بالإنجليزية: Oliver George Arthur Watkins)‏ (مواليد 30 ديسمبر 1995 في ديفون، إنجلترا) هو لاعب كرة قدم إنجليزي يلعب حالياً لنادي أستون فيلا في الدوري الإنجليزي الممتاز في مركز الهجوم.

## روابط خارجية
- أولي واتكينز على موقع الاتحاد الدولي (مؤرشف)  (الإنجليزية)
- أولي واتكينز على موقع الاتحاد الأوربي (الإنجليزية)
- أولي واتكينز على موقع إي إس بي إن إف سي (الإنجليزية)
- أولي واتكينز على موقع قاعدة بيانات كرة القدم.إي يو (الإنجليزية)
- أولي واتكينز على موقع ناشيونال فوتبول تيمز (الإنجليزية)
- أولي واتكينز على موقع Soccerbase.com (لاعب) (الإنجليزية)
- أولي واتكينز على موقع Soccerway.com (الإنجليزية)
- أولي واتكينز على موقع عالم كرة القدم.نت (الإنجليزية)